# Deus Caritas Est
Deus Caritas Est (em português: Deus é amor), é a primeira encíclica do Papa Bento XVI e trata fundamentalmente do amor divino para com o ser humano.
A encíclica foi originalmente escrita no período de férias do papa em agosto de 2005 e assinada em 25 de dezembro de 2005, mas sua publicação somente ocorreu em 25 de janeiro de 2006 para que pudesse ser traduzida para diversas línguas.
O nome da encíclica recorda a passagem bíblica «Deus é amor, e quem permanece no amor permanece em Deus e Deus nele» (1 Jo 4, 16). 

## Roteiro do documento
O texto do papa é organizado em:
- Introdução;

- Primeira parte: A unidade do amor na criação e na história da salvação, subdividido em:
  - Um problema de linguagem,
  - «Eros» e «ágape» — diferença e unidade,
  - A novidade da fé bíblica,
  - Jesus Cristo — o amor encarnado de Deus,
  - Amor a Deus e amor ao próximo;

- Segunda parte: Caritas — A Prática do Amor pela Igreja, subdividido em:
  - A caridade da Igreja como manifestação do amor trinitário,
  - A caridade como dever da Igreja,
  - Justiça e caridade,
  - As múltiplas estruturas de serviço caritativo no atual contexto social,
  - O perfil específico da atividade caritativa da Igreja,
  - Os responsáveis da ação caritativa da Igreja; e
  - Conclusão.

Brasão pontifício de Bento XVI.

A encíclica trata do amor divino em sua dimensão mais ampla possível tanto espiritual quanto material. O Papa Bento XVI, para ilustrar o amor divino, critica o pensamento de Nietzsche:
Segundo Friedrich Nietzsche, o cristianismo teria dado veneno a beber ao "eros", que, embora não tivesse morrido, daí teria recebido o impulso para degenerar em vício. […] Mas será mesmo assim? pergunta, e mencionando que Virgílio também assim pensava, dá a resposta: A essa forma de religião, que contrasta, como uma fortíssima tentação, com a fé no único Deus, o Antigo Testamento opôs-se com a maior firmeza, combatendo-a como perversão da religiosidade. Ao fazê-lo, porém, não rejeitou, de modo algum, o "eros" enquanto tal, mas declarou guerra à sua subversão devastadora, porque a falsa divinização do "eros", como aí se verifica, priva-o da sua dignidade, desumaniza-o.
Faz também a crítica a Descartes e a Gassendi, o primeiro por desprezar a alma e o segundo por desprezar o corpo:
O ser humano torna-se, realmente, ele mesmo, quando corpo e alma se encontram em íntima unidade; o desafio do "eros" pode considerar-se superado, quando se consegue essa unificação. (…) Mas nem o espírito ama sozinho, nem o corpo: é o ser humano, a pessoa, que ama como criatura unitária, de que fazem parte o corpo e a alma. Somente quando ambos se fundem, verdadeiramente, numa unidade é que o ser humano se torna ele próprio plenamente. Só assim é que amor — "eros" — pode amadurecer até a sua verdadeira grandeza.
Fundamentalmente, o Sumo Pontífice afirma que — ao contrário do comumente afirmado — o cristianismo não é um impedimento do "eros", mas na verdade a possibilidade de sua plena afirmação como arrebato, uma loucura divina que prevalece sobre a razão, tal como o significado da palavra em grego. "Eros", como ébrio e indisciplinado, não é elevação em direção ao Divino, mas queda e degradação do homem.
O cristianismo torna possível o "eros" por discipliná-lo de acordo com princípios superiores ao homem, emanados de Deus; o homem é espírito e carne e somente com a harmonia desses é possível o amor autêntico entre homem e mulher, que — de acordo com o monoteísmo cristão — só é possível pelo monogamia entre esposo e esposa.
Bento XVI, lembra que a primeira novidade da fé bíblica consiste na imagem de Deus; "a segunda, essencialmente ligada a ela, encontramo-la na imagem do ser humano." Recorda que a história da criação fala da solidão do primeiro homem e que com a criação da mulher advinda de uma sua costela encontra a ajuda que necessita: "Esta é, realmente, osso dos meus ossos e carne da minha carne" (Gn 2,23). Verifica que na base desta narrativa é possível entrever concepções semelhantes, por exemplo "no mito referido por Platão, segundo o qual, o ser humano, originariamente, era esférico, porque completo em si mesmo e auto-suficiente. Mas, como punição pela sua soberba, foi dividido ao meio por Zeus, de tal modo que, agora, sempre anseia pela outra sua metade e caminha para ela a fim de reencontrar a sua globalidade." Considera que está presente na narrativa bíblica a ideia de só na comunhão com o outro sexo possa tornar-se completo.
E conclui:
"primeiro, o "eros" está enraizado na natureza humana; segundo: numa orientação baseada na criação, o "eros" impele ao matrimônio, a uma ligação caracterizada pela unicidade e para sempre; desse modo, e somente assim, é que se realiza a sua finalidade íntima."
"À imagem do Deus monoteísta corresponde o matrimônio monogâmico. O matrimônio baseado num amor exclusivo e definitivo torna-se o ícone do relacionamento de Deus com o seu povo e, vice-versa, o modo de Deus amar torna-se medida do amor humano. Essa estreita ligação entre "eros" e matrimônio, na Bíblia, quase não encontra paralelos literários fora da mesma."